# Ulrich Kozok
Ulrich (Uli) Kozok (ur. 26 maja 1959 w Hildesheim) – niemiecki filolog i paleograf.
Pierwotnie zainteresował się językiem karo, a później innymi językami batackimi (toba, angkola-mandailing i pakpak). Stopień magistra uzyskał w 1989 roku na Uniwersytecie w Hamburgu. Doktoryzował się w 1994 roku na podstawie pracy poświęconej językom batackim. W latach 1994–2001 wykładał na Uniwersytecie w Auckland. Od 2001 roku profesor nadzwyczajny na Uniwersytecie Hawajskim w Mānoa.
W latach 1988–1989 pracował na Universitas Negeri Medan, a 1990–1991 wykładał gościnnie na Universitas Sumatera Utara.
W 2002 roku dokonał odkrycia XIV-wiecznego rękopisu malajskiego w Kerinci (Jambi, Indonezja). Odkrycie to pozwoliło podważyć opinie innych specjalistów, którzy głosili, że zapisy zawarte na artefaktach sumatrzańskich były sporządzone w starodawnym piśmie jawajskim. 
Autor serwisu internetowego nt. pisma batackiego. Włada kilkoma językami: niemieckim, angielskim, holenderskim, indonezyjskim i batackim.